# Archiwum Emigracji
Archiwum Emigracji (The Archives of Polish Emigration) – samodzielna pracownia archiwalno-badawcza w Bibliotece Uniwersyteckiej Uniwersytetu Mikołaja Kopernika w Toruniu.

## Charakterystyka
Archiwum zajmuje się gromadzeniem, opracowywaniem i udostępnianiem wszelkiego rodzaju archiwaliów, księgozbiorów, dzieł sztuki i pamiątek związanych z życiem i działalnością polskiej emigracji w XX wieku. Archiwum Emigracji gromadzi spuścizny ludzi pióra, wydawców, ludzi nauki i artystów polskich tworzących na świecie; ponadto księgozbiory, archiwa instytucji społecznych, kulturalnych i politycznych, galerii sztuki, oficyn wydawniczych i księgarskich oraz wszelkie pamiątki po wychodźstwie polskim XX wieku.

## Historia
Archiwum Emigracji – powstało w 1995 roku (formalnie powołane zostało w roku 2000), w następstwie przekazania przez Stefanię Kossowską do Biblioteki Uniwersyteckiej archiwum londyńskiego tygodnika „Wiadomości”. W latach 1995–2008 (dzięki pomocy m.in. Stefanii Kossowskiej i Jerzego Giedroycia) Archiwum Emigracji zgromadziło ponad 350 kolekcji archiwalnych z całego „polskiego” świata, stając się najważniejszym ośrodkiem w Polsce dokumentującym dziedzictwo kulturalne polskiego wychodźstwa.

## Zbiory
O wartości badawczej zgromadzonych w Archiwum Emigracji zbiorów decyduje ich różnorodność i wielkość. Wszelako, najcenniejszym zespołem dokumentów jest archiwum tygodnika literackiego „Wiadomości” (Londyn 1946-1981), najpopularniejszego czasopisma literackiego wychodźstwa polskiego w XX wieku. To największe i najbogatsze archiwum emigracyjne liczy ponad 60 tys. manuskryptów i listów; wśród nich znajdują się rękopisy Władysława Andersa, Edwarda Raczyńskiego, Kazimierza Wierzyńskiego, Józefa Mackiewicza, Józefa Czapskiego, Czesława Miłosza, Witolda Gombrowicza, Tymona Terleckiego, Jerzego Stempowskiego, Tadeusza Nowakowskiego, Jana Lechonia, Mariana Hemara i wielu tysięcy innych. Stefania Kossowska powierzyła opiece UMK również meble stanowiące wyposażenie pokoju redakcyjnego tygodnika, pamiątki po redaktorach oraz roczniki czasopism i książki.
Wśród wielu innych kolekcji instytucjonalnych Archiwum posiada dokumentację: księgarni Libella i Galerie Lambert (Paryż), Drian Gallery (Londyn), Teatru „Syrena” (Londyn), wydawnictwa Książnica Polska (Glasgow), SPK – Oddział Niemcy, Kongresu Wolności Kultury (Paryż), Księgarni B. Mazowieckiego (Paryż). Archiwa instytucji dopełnione są spuściznami, księgozbiorami oraz zbiorami pamiątek. Wśród nich: Biblioteka Marii i Józefa Czapskich (Paryż); Biblioteka SPK w Coventry z bezcennym katalogiem, zbiór teatraliów emigracyjnych – oraz ponad 300 kolekcji archiwalnych pisarzy, dziennikarzy, publicystów, artystów, ludzi teatru i nauki oraz wybitnych osobistości życia społeczno-kulturalnego wychodźstwa polskiego XX wieku, takich jak: Konstanty Brandel, Zdzisław Broncel, Michał Chmielowiec, Edward Chudzyński, Ryszard Demel, Janusz Eichler, Łucja Gliksman, Natan Gross, Adam Harasowski, Jadwiga Harasowska, Wacław Iwaniuk, Konstanty A. Jeleński, Jadwiga Jurkszus-Tomaszewska, Tamara Karren, Halina Korn, Stefania Kossowska, Adam Kossowski, Janina Kościałkowska, Jan Kott, Janusz Kowalewski, Irena Krzywicka, Jerzy R. Krzyżanowski, Witold Leitgeber, Józef Lewandowski, Leo Lipski, Ryszard Löw, Krystyna Miłotworska-Hilary, Krzysztof Muszkowski, Mela Muter, Juliusz Nowina-Sokolnicki, Róża Nowotarska, Tadeusz Polanowski, Janusz Poray-Biernacki, Marta Reszczyńska-Stypińska, Zofia Romanowiczowa, Juliusz Sakowski, Olga Scherer, Henryk Skolimowski, Wojciech Skalmowski, Felicjan Sławoj Składkowski, Władysław R. Szomański, Stanisław Szukalski, Wiktor Trościanko, Leopold Tyrmand, Jan Ulatowski, Wojciech Wasiutyński, Tadeusz Wittlin, Zdzisław Marek, Władysław Żeleński i Marek Żuławski.
Bezcennym uzupełnieniem tych spuścizn są dokumenty i pamiątki po mniej znanych, czy zgoła zupełnie nieznanych bohaterach wojennej i powojennej emigracji polskiej: żołnierzach PSZ, czytelnikach Wiadomości, Dziennika Polskiego i książek „Kultura”, słuchaczach BBC i Radia Wolna Europa, mieszkańcach „polskiego Londynu”.

## Struktura i działalność
W skład Archiwum Emigracji wchodzą kolekcje archiwalne instytucji emigracyjnych, kolekcje osobowe, księgozbiory historyczne i zbiór prasy emigracyjnej. Częścią Archiwum Emigracji jest też kolekcja sztuki polskiej tworzonej na świecie pn. Galeria sztuki polskiej na Obczyźnie w XX wieku. Zbiory Galerii zgromadzone są w Muzeum Uniwersyteckim w Toruniu.
Archiwum Emigracji prowadzi działalność wydawniczą. Książki ukazują się w serii Archiwum Emigracji. Materiały do dziejów emigracji polskiej w XX wieku oraz w serii literackiej. Ponadto Archiwum wydaje czasopismo pn. „Archiwum Emigracji. Studia, szkice, dokumenty”. We współpracy z wydawnictwem Oficyna M.J. Kucharski, Archiwum wydaje dzieła wszystkie Danuty Mostwin.
Od roku 2000 Archiwum Emigracji przyznaje nagrodę za pracę magisterską i doktorską poświęconą emigracji polskiej XX wieku. Od roku 2005 funduje Stypendium artystyczne Jana Winczakiewicza na pobyt w Paryżu.
W celu wsparcia finansowego działań Archiwum, w roku 2007, powstało Towarzystwo Przyjaciół Archiwum Emigracji.